# Henry Glissmann
Henry Glissmann (* 3. Februar 1898; † 20. Jahrhundert) war ein deutscher Politiker und von 1950 bis 1963 Bürgermeister von Pinneberg.

## Leben
Am 24. April 1950 wurde Glissmann, der zuvor als Stadtdirektor tätig gewesen war, zum Bürgermeister Pinnebergs gewählt. Der SPD-Politiker wurde damit erster hauptamtlicher Bürgermeister der Stadt. Im Februar 1962 erfolgte seine Wiederwahl, Ende Februar 1963 schied er nach vollendetem 65. Lebensjahr aus dem Amt. Nachfolger wurde Hans-Hermann Kath.
In Glissmanns Amtszeit fiel unter anderem die Gründung der Städtepartnerschaft mit Rockville (US-Bundesstaat Maryland) im Jahr 1957 sowie die Eröffnung der Johannes-Brahms-Schule.